# Jammerbugt FC
Jammerbugt Fodbold Club es un club de fútbol de Dinamarca que actualmente juega en la Segunda División de Dinamarca, el tercer nivel de fútbol del país. Juega en el Jetsmark Stadion en Pandrup, Región de Jutlandia Septentrional, que tiene una capacidad de 6000 aficionados. El club fue fundado como Jetsmark IF, y aún mantienen este nombre en el departamento amateur. También se conoció como Blokhus FC entre 2008 y 2013. 

## Historia
El club fue fundado el 27 de agosto de 1973 como una fusión entre los dos clubes vecinos Kaas IF y Pandrup Boldklub. Como Kaas había estado jugando con camisetas verdes y Pandrup con blancas, la nueva camiseta del primer equipo, por supuesto, tenía que ser una mezcla de esos dos colores. Como su primer entrenador contrataron a Preben Larsen quien, durante mucho tiempo, había sido un jugador influyente del primer equipo en AaB.
El club fue capaz de tener equipos distribuidos en las seis divisiones danesas más bajas en su primera temporada y el primer partido en casa en el nuevo campo, que se inauguró el 7 de abril de 1974. Fue contra Frederikshavn FI en la Serie de sexto nivel. El juego finalmente lo ganó Jetsmark IF después de un gol anotado solo unos minutos antes del pitido final de Arne Johansen. Después de un largo período con equipos que competían en las Series 2 y 3, y ninguno de ellos buscaba ascender a los niveles superiores en un futuro próximo, las esperanzas de jugar en una división superior se vieron repentinamente alimentadas cuando un grupo de exjugadores estableció la organización "Team Jetsmark", cuyo único propósito era encontrar jugadores, personal y fondos para que el club regresara a la Serie 1. Con Torben Nielsen como entrenador en jefe, ese objetivo se logró en 1992. 
Sin embargo, se considera que el momento más destacado de la historia del club hasta el momento es el ascenso a la 2.ª División danesa de tercer nivel en 2002. Después de una victoria por 3-1 en Herning, el club pudo celebrar su victoria. Jetsmark IF también alcanzó los octavos de final en la edición de 2003 de la Copa Danesa, pero Helsingør IF finalmente los eliminó.
Una superestructura de élite entró en vigor el 1 de julio de 2008 para el primer equipo senior con el nombre de Blokhus FC. El 26 de febrero de 2013, la asamblea general del club decidió cambiar el nombre de Blokhus FC a Jammerbugt FC. El club comenzó a usar el nuevo nombre en la primavera de 2013 en programas de partidos, anuncios, etc., pero no se usaría oficialmente en los torneos organizados por la Unión Danesa de Fútbol (DBU) hasta la temporada siguiente. 
En la temporada 2020-21, Jammerbugt logró el ascenso a la 1.ª División danesa tras ganar el campeonato de la 2.ª División. En el año del ascenso, se anunció que el inversor alemán Klaus Müller había completado la adquisición del club. Para cumplir con los requisitos de licencia más estrictos, se instalaron calefacción de campo, iluminación más potente y más aforo en Jetsmark Stadion. Después de una caótica temporada 2021-22, que vio una afluencia de jugadores extranjeros, Jammerbugt sufrió el descenso como colista de la liga. Mientras tanto, el club tuvo problemas con los pagos a los jugadores y acreedores locales, y el núcleo regional de jugadores había sido reemplazado por jugadores de las academias de Müller en Malí y Nigeria. 

## Plantilla actual
| Guardametas                                | Defensas | Mediocampistas | Delanteros                                                        |
| ------------------------------------------ | --- | --- | ----------------------------------------------------------------- |
| - 01 Simon Enevoldsen - 21 Mikkel Petersen | - 02 Jan Rasmussen - 03 Nick Svendsen - 04 Marc Pedersen - 06 Jonas Westmark - 12 Kasper Stiller - 17 Andreas Damgaard - 20 Søren Reese | - 07 Malthe Nygaard - 08 Rasmus Østenkær - 09 Mads Severinsen - 10 Peter Tranberg (C) - 11 Dustin Corea - 15 Christian Overby - 16 Jeppe Østenkær - 23 Casper Røjkjaer - 27 Simon Rosenqvist - -- Semiu Oladiti | - 18 Kasper Knudsen - 22 Nickolaj Thomsen - 24 Christoffer Hansen |

Última actualización: 2011-05-02.